# Brillante Mendoza
Brillante Mendoza (ur. 30 lipca 1960 w San Fernando) – filipiński reżyser, scenarzysta, producent, operator i scenograf filmowy. Jeden z czołowych twórców współczesnego azjatyckiego kina artystycznego. Laureat nagród na najważniejszych międzynarodowych festiwalach filmowych (Cannes, Wenecja, Berlin, Locarno).

## Życiorys
Urodził się i wychował w San Fernando na wyspie Luzon, w największej prowincji Filipin - Pampandze. Absolwent Uniwersytetu św. Tomasza w Manili, gdzie ukończył studia na Wydziale Sztuk Pięknych i specjalizował się w reklamie. Karierę zaczynał jako scenograf w teatrze, filmie i telewizji. Tworzył też reklamy telewizyjne.
W 1990 związał się z branżą reklamową, projektując scenografię dla takich firm, jak m.in. McDonald’s, Asia Brewery, Globe Telecom czy Procter & Gamble. W 2005 założył własną firmę produkcyjną Centerstage Productions, wspierającą rozwój kina niezależnego.
Wkrótce potem zadebiutował jako reżyser filmem Masażysta (2005), który przyniósł mu Złotego Lamparta w sekcji filmów wideo na MFF w Locarno. Kolejne projekty Mendozy również spotkały się z uznaniem na międzynarodowych festiwalach filmowych: realistyczny dramat o życiu w wielkomiejskich slumsach Proca (2007) zdobył Nagrodę Caligariego na 58. MFF w Berlinie, brutalny kryminał Kinatay (2009) wyróżniono nagrodą za reżyserię na 62. MFF w Cannes, a opowieść o losach bezdzietnej pary z wyspiarskiego plemienia Bajau Druga żona (2012) nagrodzono na 69. MFF w Wenecji.
Kolejny film Mendozy, Mama Rosa (2016), opowiadał o aresztowanej kobiecie prowadzącej kiosk w slumsach Manili i sprzedającej tam też narkotyki. Reżyser obnażył w nim powszechną korupcję, obłudę i brak empatii, a kreację głównej aktorki Jaclyn Jose wyróżniono nagrodą aktorską na 69. MFF w Cannes.
Jest pierwszym filipińskim reżyserem uhonorowanym przez Francję tytułem Kawalera Orderu Sztuki i Literatury. Szczyci się też tym, że jego filmy są w jego ojczyźnie wyświetlane w szkołach.

## Styl filmowy
Większość swoich filmów kręci w slumsach Manili. W sposób paradokumentalny portretuje życie najbardziej marginalizowanych grup społecznych na Filipinach, najczęściej koncentrując się na najciemniejszych stronach ich niełatwej egzystencji (narkotyki, gangi, korupcja, zabójstwa na zlecenie). Surowy styl jego filmów, kręconych zawsze w autentycznych plenerach roztrzęsioną kamerą z ręki, przybliża jego twórczość do spuścizny włoskich neorealistów.

## Filmografia

### Reżyser
- 2005: Masażysta (Masahista)
- 2007: Proca (Tirador)
- 2008: Serwis (Serbis)
- 2009: Kinatay
- 2009: Babcia (Lola)
- 2012: Pozdrowienia z raju (Captive)
- 2012: Druga żona (Thy Womb)
- 2015: Pułapka (Taklub)
- 2016: Mama Rosa (Ma' Rosa)
- 2018: Alfa, prawo do zabijania (Alpha, the Right to Kill)
- 2018: Lakbayan - współreżyser[8][9]

## Nagrody
- Nagroda na MFF w Berlinie
  - Nagroda Caligariego: 2008 Proca
- Nagroda na MFF w Cannes
  - Złota Palma dla najlepszego reżysera: 2009 Kinatay